# 브리튼 이야기

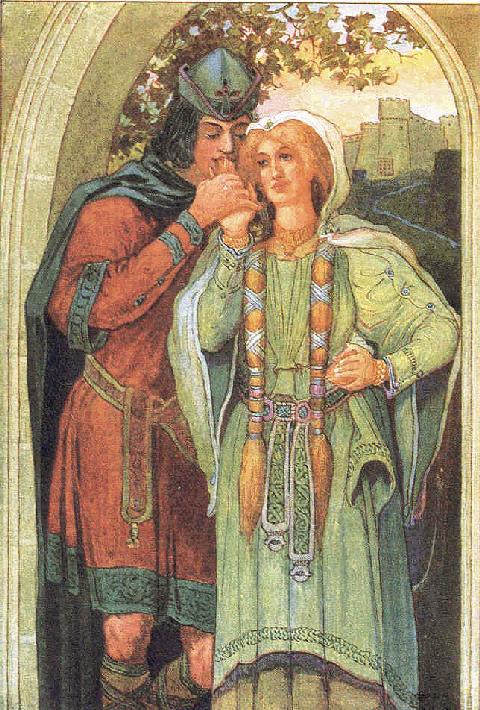

브리튼 이야기(프랑스어: matière de Bretagne; 영어: matter of Britain)는 그레이트브리튼섬과 브르타뉴반도를 주 무대로 하여 전설적인 왕과 영웅들(대표적 인물은 아서왕)의 이야기를 다루는 중세 문학들을 집합적으로 이르는 말이다. 카롤루스 대제를 주인공으로 하는 프랑스 이야기 및 고대 그리스 로마 신화를 계승한 로마 이야기와 함께 중세 무훈시 문학의 큰 기둥을 이루었다.

## 개요
앵글로 색슨이 영국을 침입하기 시작한 것은 5세기 초엽인데 먼저 살고 있던 켈트족(族)의 명장(名將) 아서는 이를 격파하여 웨섹스 싸움에서 대승을 거두었다고 전한다. 이 역사적인 진실성 여부는 차치하고 그 이후 아서왕은 유럽 대륙과 영국 시인들의 상상력을 크게 자극했다. 밀턴은 서사시의 소재(素材)로 아서왕 이야기를 우선 생각했을 정도였고 테니슨은 <국왕 목가>를 썼다.
1147년 브르타뉴인이라 생각되는 제프리 오브 몬마스는 라틴어로 <브리튼 국왕사>를 썼으나 이는 역사가 아니고 최초의 아서왕 이야기였다. 영국에서도 라야몬이 영어로 된 영국사(英國史) <블르트>(1200년 ?)를 썼는데 그 3분의 1을 아서왕의 이야기로 메웠다. 초서와 같은 시대의 무명의 두운 시인(頭韻詩人)은 <서 거웬과 녹색의 기사>에서 아서왕 이야기에 영국적인 새로운 의미와 형식을 부여했다.

## 같이 보기
- 아발론
- 바돈산 전투